# Temporada 1995-1996 del RCD Espanyol
Dades de la Temporada 1995-1996 del RCD Espanyol.

## Fets Destacats
- 27 de juliol de 1995: Pretemporada: FC Den Bosch 1 - Espanyol 1[4]
- 30 de juliol de 1995: Pretemporada: MSV Duisburg 2 - Espanyol 1[5]
- 4 d'agost de 1995: Pretemporada: RBC Roosendaal 3 - Espanyol 3[6]
- 6 d'agost de 1995: Pretemporada: Fortuna Düsseldorf 1 - Espanyol 4[7]
- 11 d'agost de 1995: Pretemporada: Roda JC 2 - Espanyol 1[8]
- 26 d'agost de 1995: Torneig Ciutat de Barcelona (Modalitat 3x1): Espanyol 4 – Racing de Santander 0 / Espanyol 0 – València CF 1[9]
- 10 de setembre de 1995: Lliga: CD Tenerife 1 - Espanyol 4[10]
- 14 d'octubre de 1995: Lliga: Sevilla FC 0 - Espanyol 3[11]
- 10 de desembre de 1995: Lliga: Espanyol 3 - Reial Madrid 1[12]
- 11 de gener de 1996: Copa: Espanyol 4 - Reial Madrid 1[13]
- 13 de març de 1996: Copa Catalunya: Espanyol 5 - FC Barcelona 1[14]
- 21 d'abril de 1996: Lliga: Reial Madrid 1 - Espanyol 2[15]
- 8 de maig de 1996: Lliga: Espanyol 5 - Real Oviedo 0[16]

## Resultats i Classificació
- Lliga d'Espanya: Quarta posició amb 74 punts (42 partits, 20 victòries, 14 empats, 8 derrotes, 63 gols a favor i 36 en contra).
- Copa d'Espanya: Semifinals. Eliminà el CF Extremadura a 32ns de final, el CD Leganés a setzens, el Reial Madrid a vuitens, el Reial Saragossa a quarts, però fou eliminat pel FC Barcelona a semifinals.
- Copa Catalunya:  Campió. L'Espanyol derrotà el FC Palafrugell i la UE Sant Andreu a semifinals (en la modalitat 3x1) i el FC Barcelona a la final (5-1).

## Plantilla
| P   | D  | Jugador              | Lliga | Lliga | Copa d'Espanya | Copa d'Espanya |
| P   | D  | Jugador              | PJ    | G     | PJ             | G              |
| --- | -- | -------------------- | ----- | ----- | -------------- | -------------- |
| POR | 1  | Toni Jiménez         | 40    | -36   | -              | -              |
| POR | 13 | Raül Arribas         | 2     | 0     | 10             | -11            |
| POR | 22 | José Antonio Peraile | 1     | 0     | -              | -              |
| DEF | 2  | Cristóbal Parralo    | 40    | -     | 10             | -              |
| DEF | 3  | Torres Mestre        | 40    | 1     | 10             | -              |
| DEF | 5  | Mauricio Pochettino  | 39    | 3     | 9              | -              |
| DEF | 4  | Sebastià Herrera     | 36    | -     | 10             | -              |
| DEF | 8  | Nando                | 10    | -     | 5              | -              |
| DEF | 15 | Miguel Hernández     | 1     | -     | -              | -              |
| DEF | 6  | Jaime Molina         | -     | -     | -              | -              |
| MIG | 20 | Branko Brnović       | 40    | 1     | 9              | -              |
| MIG | 19 | Arteaga              | 37    | 3     | 8              | 1              |
| MIG | 18 | Francisco            | 35    | 3     | 3              | -              |
| MIG | 17 | Pacheta              | 34    | 2     | 8              | 4              |
| MIG | 12 | Goran Bogdanovic     | 24    | 5     | 9              | -              |
| MIG | 14 | Àlex Fernández       | 14    | 2     | 6              | -              |
| MIG | 7  | José Alberto Toril   | 17    | -     | -              | -              |
| MIG | 8  | Luis Cembranos       | 11    | -     | 2              | -              |
| MIG | -  | Sergio González      | -     | -     | 1              | -              |
| DAV | 21 | Ismael Urzaiz        | 41    | 13    | 10             | 2              |
| DAV | 11 | Jordi Lardín         | 38    | 17    | 7              | 4              |
| DAV | 10 | Miguel Ángel Benítez | 36    | 6     | 6              | -              |
| DAV | 16 | Javi Garcia          | 35    | 2     | 8              | 4              |
| DAV | 9  | Florin Raducioiu     | 16    | 5     | 3              | -              |
| DAV | -  | Silvio Villar        | -     | -     | 1              | -              |